# Creola
Creola – wieś w Stanach Zjednoczonych, w stanie Luizjana, w parafii Grant.